# Jean XIII
Jean XIII, né Giovanni Crescenzi vers 938 à Rome, est le 133e pape de l'Église catholique du 1er octobre 965 au 6 septembre 972.

## Accession au trône pontifical et exil
Après le décès du pape Jean XII en 964, Benedictus Grammaticus fut élu comme son successeur sous le nom de Benoît V. Cependant, l'empereur Othon Ier du Saint-Empire ramena à Rome le pape Léon VIII, qu'il avait promu en 963, et bannît Benoît V à Hambourg. Léon VIII étant mort en mars 965, les Romains demandèrent à l'empereur de leur rendre Benoît V comme pape. Cependant, Othon refusa, et Benoît mourut peu de temps après, en juillet 965. En présence des envoyés impériaux, Liutprand, évêque de Crémone, et Otgar, évêque de Spire, le candidat impérial, Giovanni Crescenzi, évêque de Narni, fut élu pape et couronné le 1er octobre 965 sous le nom de Jean XIII.
Jean XIII appartenait à la famille de Théodora Ire, qui par son mariage avec le sénateur Théophylacte Ier de Tusculum, eut une fille (en plus de Marozie Ire), Théodora II de Tusculum qui épousa le consul Jean. Ce dernier entra plus tard dans les ordres et devint évêque. De cette union naquirent deux filles et trois fils, dont le futur Jean XIII qui entra jeune dans la prêtrise à Rome et devint plus tard évêque de Narni. Ce descendant de la noblesse fut donc élu par les électeurs au trône pontifical. Certains nobles étaient hostiles au nouveau pape, candidat de l'empereur et, lorsque ce dernier essaya de réprimer leurs intercessions, ils complotèrent contre lui et en décembre 965, lors d'une émeute conduite par le préfet Pierre Cesi et l'armée du comte Rotfred de Campanie, parvinrent à s'emparer de sa personne sous les quolibets (« la poule blanche ») et l'enfermèrent au château Saint-Ange avant de le déplacer dans une forteresse en Campanie. Il parvint à s'échapper, et trouva refuge et protection auprès du prince Pandolf Tête de Fer de Capoue. À Rome, une réaction se produisit en faveur du pape exilé et, lorsqu'en 966 l'empereur du Saint-Empire Othon Ier monta une nouvelle expédition vers l'Italie, les Romains terrifiés permirent à Jean de regagner la ville le 14 novembre. L'empereur arriva en décembre, et dispensa une justice expéditive : pendaisons, décapitations, aveuglements. Pierre Cesi est pendu par les cheveux à la statue de Marc Aurèle sur la place du Latran et remplacé par le frère de Jean XIII. Plusieurs consuls furent déportés en Allemagne.

## Politique de Jean XIII
Le pape était alors allié de façon étroite avec l'empereur. Le 11 janvier 967, un synode se tint à Saint-Pierre, dont les issues ne sont pas connues. Jean XIII voyagea avec Othon jusqu'à Ravenne où, en avril 967, il tint un autre synode durant lequel l'élévation de Magdebourg en archevêché métropolite fut confirmée avec la subordination comme suffragants des diocèses de Brandebourg et de Havelberg (confirmation de la décision de son prédécesseur, Jean XII), des disputes furent réglées, des privilèges conférés à certaines églises et couvents et Ravenne et son territoire furent restitués au pape comme partie intégrante des États pontificaux. Les relations entre l'empereur et le pape continuèrent à être cordiales. Le jour de Noël 967, Otton II vint à Rome et se fit couronner empereur conjointement à son père. Peu de temps après, lors de l'un des synodes qui furent tenus à Rome, le monastère fondé par l'empereur à Meissen en Saxe fut élevé au rang d'évêché. Jean XIII favorisa aussi les négociations qui se tenaient avec les Byzantins pour une alliance matrimoniale entre Othon II et la princesse Théophano Skleraina, princesse porphyrogénète de Constantinople et nièce de Jean Ier Tzimiskès. Le mariage eut lieu à Rome, et fut béni par le pape lui-même le 14 avril 972. Après les décès de l'archevêque Guillaume de Mayence et de l'évêque Bernard d'Halberstadt en 968, l'épiscopat métropolite de Magdebourg en territoire slave, pour lequel l'empereur avait œuvré avec force et qui avait été confirmé par le pape en 967, fut créé. À Noël 968, l'abbé Adalbert de Magdebourg fut consacré premier archevêque de Magdebourg, et à son tour consacra les premiers évêques de Mersebourg, Meissen et Zeitz.
Le pape fut aussi actif à étendre son réseau hiérarchique dans d'autres pays. Au début de son pontificat, Jean XIII avait élevé Capoue au rang d'archevêché par gratitude envers le prince Pandolf Tête de Fer qui l'avait recueilli. Lors d'un synode romain en 969, Bénévent reçu la même dignité. Il confirma les décrets des synodes tenus en Angleterre et en France. Des privilèges furent accordés à des églises et monastères, et particulièrement à Cluny, et le pape décida de nombreux points de loi ecclésiastique qui lui étaient soumis depuis différents pays. La volonté du duc de Bohème Boleslav II de Bohême de fonder un évêché à Prague, bien qu'approuvée par le pape, ne fut pas immédiatement concrétisée.
Benoît VI succéda à Jean XIII après le décès de ce dernier.